# Haemaphysalis hystricis
Espèce
Synonymes
- Haemaphysalis menui Toumanoff, 1940[1]
- Haemaphysalis tieni Phan, 1977[1]

Haemaphysalis hystricis est une espèce de tiques du genre Haemaphysalis décrite par Felice Supino en 1897. Cette tique se trouve en Asie, dans le Bengale-Occidental et l'Assam en Inde, le Myanmar, la Thaïlande, le Viêt Nam, la Malaisie, dans les provinces chinoises du Yunnan, de Guangdong, de Fujian, de Hainan et à Taïwan, à Sumatra et au Japon.
Les adultes parasitent de nombreux carnivores, telle la Panthère nébuleuse et des ongulés, tandis que les immatures sont plutôt présents sur les mammifères de taille petite à moyenne. Quelques cas de morsures sur l'homme sont répertoriés, dont quatre au Japon.